# Гай Септиций Клар
Гай Септиций Клар (на латински: Gaius Septicius Clarus) е римски конник, преториански префект на Рим по времето на император Адриан (упр. 117 – 138). На Гай Септиций Клар са посветени първата книга на „Писмата на Плиний“ от Плиний Млади и „Дванадесетте цезари“ (De vita Caesarum) от Светоний.
Той встъпва на службата като преториански префект вероятно през 118 г. заедно с Квинт Марций Турбон Север. През 122 г. той загубва службата си, както и Светоний своята като ръководител на канцеларията (ab epistulis).
Септиций е приятел и покровител на Плиний и Светоний. Той е чичо на Секст Еруций Клар (консул 117 и 146 г.), син на брат му Марк Еруций Клар (суфектконсул 117 г.).